# 장용철
장용철(張傛喆)은 대전출신의 대한민국의 환경생물공학자이다. 
서울과학기술대학교 환경공학과를 졸업한 뒤, 일본 기후대학에서 생물자원이용학 박사를 취득하였다. 미국센트럴 플로리다 대학교에서 박사 연구원 그리고 한국의 기업부설연구소 소장을 역임했다. 이후에는 국립일본무로란 공업대학의 대학원 교수로 재직하고 있다. 주연구분야는 난분해성오염물질의 미생물에 의한 분해 및 생분해성플라스틱 생산과 같은 환경생명공학기술이다. 
일본국립무로란 공업대학에서는 공학부장을 맡았고, 일본환경공학위원회와 일본생물공학회에서는 위원을 맡았다. 환경문제를 유발하는 지구온난화의 주범인 이산화탄소를 이용한 친환경소재인 생분해성플라스틱의 생산에 성공하여 주목받고 있다. https://muroran-it.ac.jp/guidance/info/post-51239/
이러한 upcycling기술의 개발과 함께 다양한 환경독성물질과 플라스틱을 미생물분해하는 기술개발을 활발히 연구하고 있다. 현재 일본해성학원재단의 이사와 영국왕립화학회가 발간 중인 학술지의 심사위원을 겸임하고 있다. 또한 미국 Applied Biochemistry and Biotechnology 부편집장, Frontiers in Bioengineering and Biotechnology 부편집장과 Processes지의 편집위원 및 편집장을 역임하고 있다. 편집의 공로가 인정되어 Springer Nature로 부터 2025 Editor of Distinction Awards (편집공헌상)을 수상하기도 했다.
https://muroran-it.ac.jp/info/post-9649/
장관상 및 우수교수상등 수많은 수상경력과 함께 Times에 연구와 인물이 소개된 바 있고 최근에는 생물학연구정보센터로 부터 '한국을 빛내는 사람들(한빛사)'에 등재 되기도 했다.
https://www.ibric.org/bric/hanbitsa/han-interview.do?mode=view&id=93264&authorId=45500#!/list
학술활동 정보는 아래의 Researchgate에서 확인 할 수 있다.
https://www.researchgate.net/profile/Young-Cheol-Chang-2
출전
일본무로란공대 홈페이지
생물학연구정보센터(BRIC·브릭)홈페이지
타임지정보
researchgate